# Promjenjiva stopa bitova
Promjenjiva stopa bitova  (eng. variable bit rate, VBR), stopa bitova u kodiranju video i audio sadržaja. Stopa bitova određuje kakvoću i veličinu završnog proizvoda, ali ne može se kakvoća nekog video sadržaja samo pomoću stope bitova. Ako je stopa bitova veća, kakvoća slike i zvuka je bolja, odnosno veća je količina podataka u jedinici vremena. Kad je stopa bitova promjenjiva, prikazana količina podataka u jedinici vremena varira tako da se složenim prizorima dopušta veći broj podataka, a jednostavnijima manji. U ovom formatu, način sažimanja zvuka ne rabi uvijek jednak broj bitova za snimanje zvuka jednake dužine.
Promjenjiva stopa bitova nije praktična kod prijenosa multimedijskog sadržaja mrežnim strujanjem na kanalima ograničena kapaciteta, jer ondje je bitna najveća stopa bitova, a ne prosječna, pa se ondje primjenjuje stalna stopa bitova.